# Canal de Jerjes

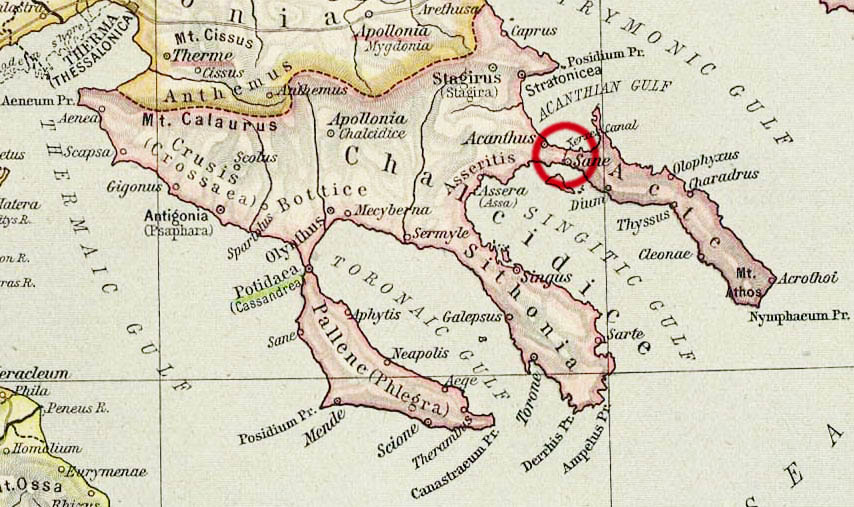
Situación del canal de Jerjes

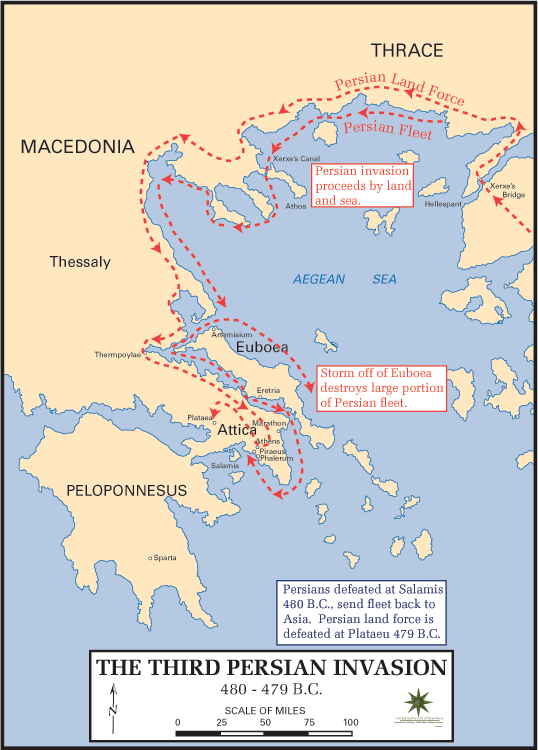
Mapa de la tercera invasión persa 480 a. C.

El canal de Jerjes (o foso de Acanto) fue un canal de navegación excavado, hacia el 480 a. C., en el norte del istmo de la península Acte, que contiene el monte Athos, en la Calcídica (Grecia) por orden del rey aqueménida Jerjes I con motivo de facilitar el paso de su flota de 1207 trirremes y 3000 barcos de 50 remeros durante la segunda guerra médica.
El canal es descrito por Heródoto, y mencionado por Tucídides. Los historiadores posteriores cuestionaron si realmente el rey persa había construido dicho canal, pero excavaciones arqueológicas modernas han demostrado definitivamente su existencia.

## Antecedentes
En el 492 a. C., durante la primera guerra médica, el padre de Jerjes I, Darío I el Grande había perdido cerca de 300 naves y unos 20 000 hombres al ser sorprendida por una tormenta la flota, al mando de Mardonio, mientras trataba de bordear la península Acte por el extremo del monte Athos, tras la conquista de la isla griega de Tasos.
Para evitar el mismo incidente de su padre, Jerjes, en la segunda guerra médica, diez años después, mandó excavar un canal en el istmo de Sane, que unía la península con el continente y era de muy escasa anchura. El canal debería permitir el paso de dos barcos al mismo tiempo, de modo que no hubiera que rodear la temida península. Esto supuso que la flota necesitara tres meses y medio para recorrer los 600 kilómetros que separaban su punto de partida en el Helesponto (actual estrecho de los Dardanelos) hasta Terma (actual Tesalónica).

## Descripción del canal según Heródoto
Según lo relatado por Heródoto, Jerjes confió la excavación del canal a Bubares y Artaqueas, ambos persas de alto rango. Pero poco antes del final de la obra, Artaqueas cayó gravemente enfermo y murió, lo que fue interpretado por el rey como un gran desastre y un mal presagio. Artaqueas, muy querido por el rey, fue enterrado en Acanto con gran pompa.
Heródoto describe las obras y, como acostumbra, proporciona detalles prácticos. Se repartió la longitud del canal entre las diferentes naciones que formaban su ejército. Luego, tras trazar con cuerdas el curso del canal, los excavadores comenzaron a trabajar. El historiador muestra las dificultades encontradas: el avance del canal era lento y las paredes se desmoronaban, teniendo que reexcavar de nuevo. Esto ocurría porque daban la misma anchura a las paredes que al fondo. Fueron los fenicios, dice, quienes mostraron a los demás cómo hacerlo: se dio a las orillas un perfil oblicuo, con casi el doble del ancho del canal en su parte superior que en el fondo, lo que dificultaba el desmoronamiento de las paredes.
Luego Heródoto da su opinión: fue el orgullo la razón por la que Jerjes pusiera en marcha una obra tan gigantesca, en lugar de contentarse con un sistema de remolque de los barcos sobre carros, como ya se practicaba en el camino llamado Diolkos en el istmo de Corinto, considerablemente más ancho.

## Investigaciones arqueológicas
El canal está ahora completamente relleno, pero es detectable en el suelo, así como en fotografías aéreas. Se encuentra entre las localidades de  Nea Roda, al norte y  Tripiti, al sur. Las investigaciones realizadas desde 1991 por geofísicos y arqueólogos británicos y griegos mostraron la disposición exacta y las dimensiones del canal. Los trabajos se extendieron en una longitud de 2 km y una anchura de 30 m, con una profundidad máxima estimada en 15 m. Las excavaciones arqueológicas han demostrado que la obra sin duda fue completada, aunque fue abandonada poco después del uso efímero de Jerjes y que su relleno fue casi inmediato, según lo confirma el análisis de los sedimentos.